# Saint-Sauveur-lès-Bray
Saint-Sauveur-lès-Bray é uma comuna francesa localizada na região administrativa da Île-de-France, no departamento Sena e Marne. A comuna possui 214 habitantes segundo o censo de 1990.